# Myślibórz
Myślibórz [mɨˈɕlʲibuʂ] (tyska: Soldin, kasjubiska: Żôłdzëno) är en stad i nordvästra Polen, belägen i Västpommerns vojvodskap, omkring 40 km nordväst om Gorzów Wielkopolski och 70 km söder om Szczecin. Tätorten har 11 642 invånare och är centralort för en stads- och landskommun med totalt 20 593 invånare (2013), samt för det administrativa distriktet Powiat myśliborski.

## Historia

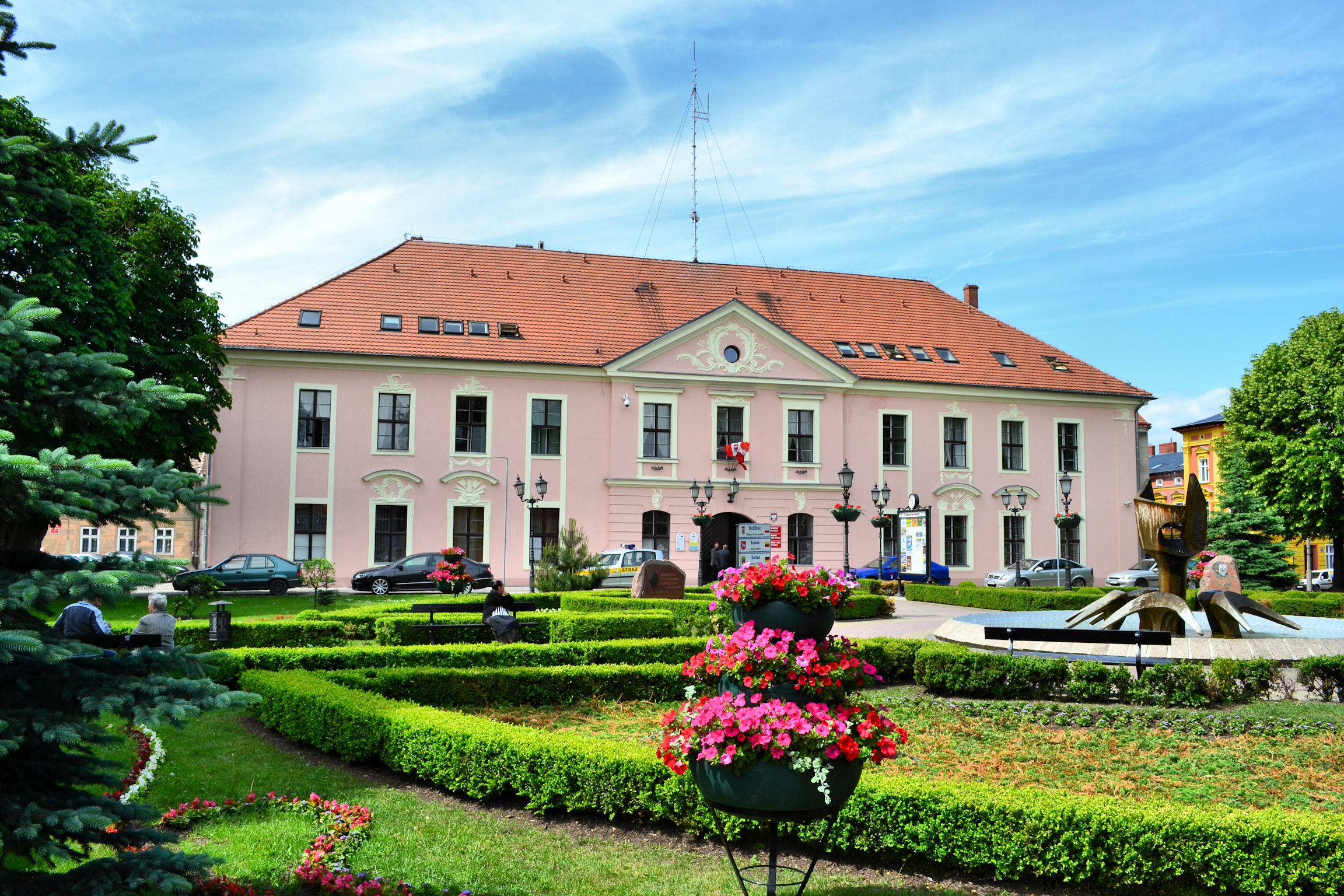
Rådhuset, uppfört 1772.

På platsen fanns från 900-talet en slavisk träborg. 1234 förvärvades borgen av Tempelherreorden, som 1261 sålde den vidare till markgrevarna Johan I och Otto III av markgrevskapet Brandenburg. Staden Soldin fick stadsrättigheter omkring år 1270. Mellan 1275 och 1535 var staden administrativ huvudstad i Neumark, innan denna flyttades till Küstrin.
Fram till 1945 tillhörde Soldin markgrevskapet Brandenburg och provinsen Brandenburg i Preussen, från 1871 i Tyskland. Sedan slutet av andra världskriget 1945, då nationsgränsen enligt Potsdamöverenskommelsen drogs vid floden Oder och den tysktalande befolkningen tvångsförflyttades, är staden en del av Polen. I likhet med andra städer i trakten återbefolkades staden därefter successivt av polsktalande invånare, huvudsakligen från de tidigare polska områdena i Sovjetunionen. Sedan dess bär staden officiellt sitt polska namn Myślibórz.

## Kommunikationer
Järnvägen mot Stargard Szczeciński och Kostrzyn nad Odrą är sedan 2002 nedlagd. Efter samma sträckning löper den nationella vägen DK 26 mot Krajnik Dolny och Renice.
Vägen S3 passerar sex kilometer öster om staden. DK 23 förbinder staden med Sarbinowo och ansluter där till vägen DK 31. Närmaste gränsövergång mot Tyskland finns vid staden Schwedt/Oder.

## Kända invånare
- Max Fesca (1846-1917), lantbruksvetare.
- Gisela Kallenbach (född 1944), tysk politiker tillhörande Allians 90/De gröna.
- Hermann Kennemann (1815-1910), godsherre och politiker.
- Daniel Lessmann (1794-1831), historiker och lyriker.
- August Piepenhagen (1791-1868), landskapsmålare.
- Heino Schmieden (1835-1913), arkitekt.